# 승주군 (1950년 선거구)
승주군은 대한민국의 옛 국회의원 선거구이다. 당시 전라남도 승주군 지역을 관할했다.

## 역사
1949년 8월, 순천군 일부 지역이 순천시로 분리되었다. 이후 순천군 잔여 지역은 승주군으로 개칭되었다. 이에 제2대 국회의원 선거를 앞두고 승주군 전 지역을 관할하는 선거구로 신설되었다.
제6대 국회의원 선거를 앞두고 순천시 선거구와 통합되면서 순천시·승주군 선거구를 이루게 됨에 따라 폐지되었다.

## 역대 국회의원
| 선거   | 정당 | 정당   | 의원   |
| ------ | ---- | ------ | ------ |
| 1950년 |      | 무소속 | 김정기 |
| 1954년 |      | 자유당 | 이형모 |
| 1958년 |      | 자유당 | 이형모 |
| 1960년 |      | 민주당 | 조연하 |

## 역대 선거 결과

### 대한민국 제2대 국회의원 선거
|  | 29.90% |

|  | 21.28% |

|  | 13.51% |

|  | 8.92% |

|  | 6.75% |

|  | 6.02% |

|  | 4.71% |

|  | 4.60% |

|  | 4.26% |

### 대한민국 제3대 국회의원 선거
|  | 35.35% |

|  | 16.96% |

|  | 16.41% |

|  | 13.03% |

|  | 9.06% |

|  | 6.94% |

|  | 2.20% |

### 대한민국 제4대 국회의원 선거
|  | 51.21% |

|  | 48.78% |

### 대한민국 제5대 국회의원 선거
|  | 33.86% |

|  | 20.00% |

|  | 16.75% |

|  | 14.53% |

|  | 9.13% |

|  | 5.69% |

|  | 0% |